# Ctenotus astictus
Ctenotus astictus är en ödleart som beskrevs av  Horner 1995. Ctenotus astictus ingår i släktet Ctenotus och familjen skinkar. Inga underarter finns listade i Catalogue of Life.